# معمل النحات (كوكبة)
كوكبة معمل النَّحَّات (بالإنجليزية: Sculptor)‏ من كوكبات نصف الأرض الجنوبي، ويظهر إلى الجنوب من خط عرض 50 درجة جنوب؛ وذلك في الفترة الممتدة من شهر آب/أغسطس إلى شهر تشرين الأول/أكتوبر.
ابتكر العالم الفرنسي نيكولا لويس دو لاكاي هذه الكوكبة، وذلك خلال إقامته في رأس الرجاء الصالح بين عامي 1751م و 1752م.
وأما المجرات النجمية الموجودة في كوكبة معمل النحات: NGC 55، NGC 253، NGC 300، NGC 7793.
ومن التجمعات النجمية: NGC 288.